# Dólar da paz
O dólar da paz é uma moeda do dólar dos Estados Unidos produzida de 1921 a 1928, e novamente de 1934 a 1935. Desenhada por Anthony de Francisci, a moeda foi o resultado de uma competição cujo objetivo era encontrar desenhos emblemáticos sobre a paz. Seu anverso representa a cabeça e o pescoço da Deusa da Liberdade, e o reverso descreve uma águia-de-cabeça-branca em repouso que agarra um ramo de oliveira, com a legenda "paz".
O público acreditou que o design anunciado, que incluía uma espada quebrada, era ilustrativo da derrota, e a Casa da Moeda agiu rapidamente para remover a espada. O dólar da paz foi produzido pela primeira vez em 28 de dezembro de 1921.